# Topock
Topock est une petite ville du comté de Mohave en Arizona.

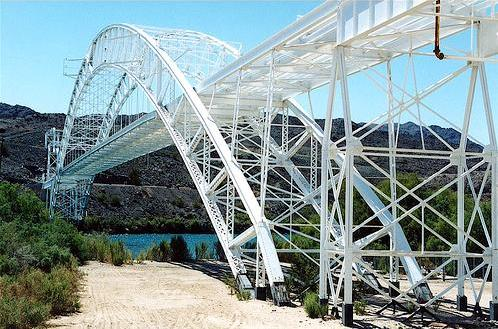
Le pont de Topok en 2002.

Topock est proche de la frontière avec la Californie, marquée par le fleuve Colorado traversé par le pont Old Trails Bridge (en), où passait la U.S. Route 66. Ce pont figure dans le film Les Raisins de la colère et dans Easy Rider.
La population était de 1 790 habitants en 2000.